# ダルビニンクー・バルサス (ティルジット)
『ダルビニンクー・バルサス』（リトアニア語: Darbininkų balsas）は、1901年から1906年までティルジット（ティルジェ）やビテナイで発行されていたリトアニア社会民主党の雑誌。パリやロンドンでも発行されていた。

## 歴史
1896年にロシア帝国（当時）でリトアニア社会民主党が結党すると、非合法で新聞や雑誌を発行するようになった。リトアニアでは新聞類の発行が禁止されていたため、国外（主に小リトアニア地方）で発行された。『ダルビニンクー・バルサス』もその1つであった。1901年に発行された当初は不定期に発行されていたが、1902年5月からは隔月刊に、1905年からは月刊になった。全40号。発行部数は600から3000部。
リトアニア社会民主党の理念を載せ、労働者の抱える諸問題を伝えた。